# Rebecca Walker
Rebecca Walker (Jackson, Misisipi, 17 de noviembre de 1969) es una escritora, feminista y activista estadounidense. Las obras y los discursos de Walker se centran en la raza, el género, la política, el poder y la cultura. Walker es considerada como una de las voces más destacadas del feminismo de la Tercera Ola.

## Biografía
Walker, nacida con el nombre de Rebecca Leventhal, es hija de la feminista afroamericana, Alice Walker, autora de la novela El color púrpura, que más tarde fue llevada al cine con el mismo título de El color púrpura, y del abogado judeoamericano Melvyn Leventhal. Tras el divorcio de sus padres vivió parcialmente con su madre y con su padre, y cuando cumplió los 18 años adoptó el apellido de su madre. Se graduó en 1992 con la mención cum laude en la Universidad Yale.
Desde 1989 es coeditora y autora de la revista Ms.. En 1999 fundó junto con Shannon Liss la Third Wave Action Foundation. El concepto de third-wave feminism (Feminismo de tercera ola) se atribuye a Walker. Los seguidores de este movimiento, los denominados Third Wavers, están comprometidos con la igualdad de género, la justicia racial, económica y social („working towards gender, racial, economic, and social justice“).
Walker es autora de numerosos artículos en diferentes revistas, ha aparecido en programas de la CNN y de la MTV, y se ha hablado de ella en periódicos y revistas. Ha recibido multitud de distinciones por su trabajo, entre ellas, el Women of Distinction Award, el National Association of University Women, el Feminist of the Year, el premio de la Fund for the Feminist Majority, el Paz y Justicia, el premio de la Vanguard Foundation, el Intrepid Award, el National Organization for Women, el Champion of Choice, el premio de la California Abortion Rights Action League y el Women Who Could Be President Award de la League of Women Voters.
La revista Time la designó como una de las cincuenta líderes más influyentes de los Estados Unidos de América.
Interpretó un papel secundario (como March) en la película Primary Colors de 1998.

## Obra
- To Be Real: Telling the Truth and Changing the Face of Feminism. (ed.) Nueva York, 1995.
- Black, White and Jewish: Autobiography of a Shifting Self. 2000.
- What Makes A Man: 22 Writers Imagine The Future. (ed.) 2004
- Baby Love: Choosing Motherhood After a Lifetime of Ambivalence. 2007.
- Adé: A Love Story. 2013.